# Pfaffstätten
Pfaffstätten je městys s přibližně 3 600 obyvateli v okrese Baden v Dolních Rakousích.

## Geografie
Pfaffstätten leží v Industrieviertelu v Dolním Rakousku. Plocha obce činí 7,81 čtverečních kilometrů. 35,55 % plochy je zalesněno. Nejvyšším kopcem je "Pfaffstättner Kogel" v Anningerském masivu.
Obec sestává z částí „Einöde“ a „Pfaffstätten“. Vinařská obec je na rovině, kde se pěstuje vinná réva, zatímco druhá část obce "Einöde" leží již ve Vídeňském lese.

### Sousední obce
Na severu je sousední obcí Gumpoldskirchen, na východě Traiskirchen, na jihu Baden, na západě Heiligenkreuz a na severozápadě je sousední obcí Gaaden.

## Historie

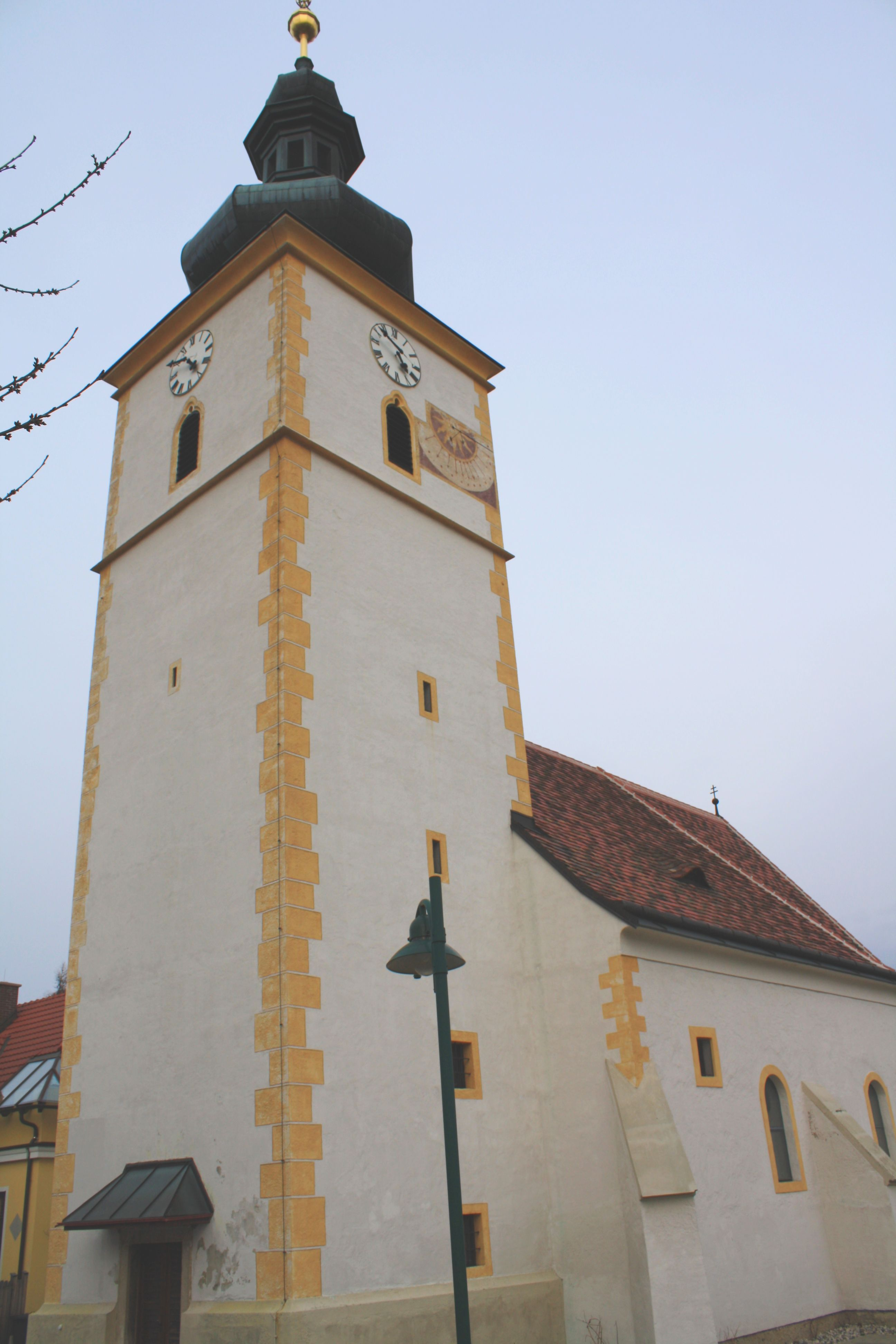
Kostel

Od počátku známých dějin je Pfaffstätten spojený s pěstováním vinné révy. Při vytyčení hranic farnosti Traiskirchen, provedené v roce 1060 se píše, že severozápadní hranice nahoru od Mödlingu leží mezi "Weingarten" (vinohrady) až do Lindkogel. V 11. století je někdy Pfaffstätten uváděn jako středisko plánovaného vysazování vinic ve dvoře rodu Rohrer aus Baden, později převzat jako farní dvůr. Tehdy se vozilo obilí do mlýna na mlýnském potoku (např. do Tribuswinkel).
Také první dokumentovaná zmínka ve spojitosti s Pfaffstättensem je spojována s pěstováním vinné révy: rytíř markrabě Leopold, nazývaný "svatého jména Bopo" - náležel rodu, který se ve vesnici Sittendorf usadil a později vlastnil Burg Wildegg a v roce 1120/30 daroval vinohrady ve Pfaffstättenu klášteru Klosterneuburgu.
Klášter Klosterneuburg děkoval Pfaffstättenu, mylně nazývaném "Stätte der Pfaffen" (páteřní či pátera místo); že zde snad bydleli poddaní pátera, čehož se naprosto nesprávně domnívali.
Se založením kláštera Heiligenkreuz byl osud místa spojen s tímto i s jinými kláštery, které oceňovaly výhodnost pěstování vinné révy v oblasti. Následovaly kláštery Gaming, Mauerbach, Kleinmariazell, Melk, Lilienfeld a Heiligenkreuz, které získaly vlastnictví vinařských obcí.

### Vývoj počtu obyvatel
V roce 1971 žilo zde 2603 obyvatel, 1981 2449, 1991 2461, 2001 3031, 2006 3077 a v roce 2008 zde již žilo 3188 obyvatel.

## Politika
Starostou městyse je Christoph Kainz, vedoucím úřadu Reinhard Henschl. V obecním zastupitelství je 21 křesel s následujícími mandáty: SPÖ 5, ÖVP 14, Zelení 2.

## Hospodářství a infrastruktura
Nezemědělských pracovišť bylo v roce 2001 118. V roce 1999 pracovních míst v zemědělských závodech bylo 57. Výdělečně činných osob v bydlišti bylo v roce 2001 1119 osob. To představovalo 45,27 %. V průběhu roku 2003 bylo v obci 8 nezaměstnaných.

## Osobnosti

### Čestní občané
- Johann Hösl - dřívější starosta
- Anton Hofmann - zakladatel hudebního spolku a hudební skladatel

### Významní rodáci
- Urban Sagstetter (1529 - 1573) - biskup v diecézi Gurk a administrátor Arcidiecéze Vídeň

## Partnerská města
- městys Hörstein, Dolní Franky (D). Obecní partnerství od roku 1971.